# Physalis ignota
Physalis ignota ist eine Pflanzenart aus der Gattung der Blasenkirschen (Physalis) in der Familie der Nachtschattengewächse (Solanaceae).

## Beschreibung
Physalis ignota sind aufrecht wachsende, bis zu 1 m hohe, krautige Pflanzen. Sie besitzen eine kräftige Sprossachse, die gleichmäßig mit kurzen, gebogenen, einfachen, mehrzelligen, gräulichen Trichomen besetzt ist. Die Laubblätter werden bis zu 12 cm lang, sind breit eiförmig oder elliptisch, an der Spitze zugespitzt oder spitz zulaufend, die Basis ist gerundet oder eingeengt und meist schräg. Der Blattrand ist ganzrandig oder wellenförmig, selten gezähnt. Die Blattspreiten sind gleichmäßig behaart, die Blattvenen sind dicht bis filzig behaart. Die schlanken Blattstiele haben in etwa die Hälfte der Länge der Blattspreite und sind auf der Oberseite filzig behaart.
Die Blüten stehen an filzig behaarten Blütenstielen, die etwa 3 bis 7 mm lang sind. Der Kelch ist zur Blühphase etwa 5 bis 8 mm lang, am Ende der Kelchröhre beträgt der Durchmesser etwa 3 bis 6 mm. Der Kelch ist filzig behaart, manchmal klebrig, die Kelchlappen sind eiförmig-lanzettlich bis eng lanzettlich und zugespitzt. Die Krone besitzt keine Verfärbung am Schlund, sie ist 6 bis 10 mm lang. Die Staubbeutel sind gelb oder blau und 2 bis 2,5 mm lang.
Die Früchte sind Beeren mit einer Länge von 10 bis 16 mm. Sie stehen gedrängt an kräftigen, 7 bis 15 mm langen Stielen. Der Kelch vergrößert sich auf eine Länge von 2,5 bis 5 cm, wird lederig, ist deutlich fünfkantig und gleichmäßig mit feinen Haaren besetzt.

## Verbreitung und Habitat
Das Verbreitungsgebiet der Pflanze umfasst folgende Länder:
- Nicaragua
- El Salvador
- Honduras
- Costa Rica
- Guatemala und
- Kuba

Physalis ignota wächst hauptsächlich an sandigen oder kiesigen Flussufern und Stränden oder als Unkraut in Feldern. Die Art ist vor allem im Flachland zu finden, erreicht aber auch mittlere Höhenlagen.